# طهما
قرية طهما هي إحدى القرى التابعة لمركز العياط في محافظة الجيزة في جمهورية مصر العربية. حسب إحصاءات سنة 2006، بلغ إجمالي السكان في طهما 12987 نسمة، منهم 6717 رجل و6270 امرأة.